# 加里·布罗考
加里·乔治·布罗考（英語：Gary George Brokaw，1954年1月11日—），美国NBA联盟职业篮球运动员。他在1974年的NBA选秀中第1轮第18顺位被密尔沃基雄鹿选中。